# Nicholas Longworth Anderson

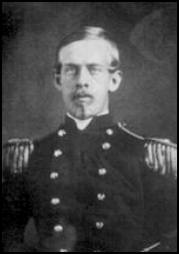
Nicholas Longworth Anderson, Foto aus dem 19. Jahrhundert

Nicholas Longworth Anderson (* 22. April 1838 in Cincinnati, Ohio; † 18. September 1892 in Luzern) war ein US-amerikanischer Offizier der United States Army im Sezessionskrieg. In diesem Krieg diente er als Colonel des 6th Ohio Infantry Regiment. Nach dem Amerikanischen Bürgerkrieg wurde er jeweils im Brevet-Rang zum Brigadegeneral und zum Generalmajor der Freiwilligen befördert.

## Leben
Anderson war Sohn von Larz Anderson I. und dessen Ehefrau Catherine, geborene Longworth, einer Enkelin des Immobilienunternehmers und Winzers Nicholas Longworth. Onkel väterlicherseits waren der Generalmajor Robert Anderson, der Gouverneur Charles Anderson und der Forscher William Marshall Anderson (1807–1881).
Anderson graduierte 1858 am Harvard College, ehe er eine Reise nach Europa unternahm. Danach kehrte er in seine Vaterstadt zurück, um Recht zu studieren. Als der Sezessionskrieg ausbrach, meldete er sich – wie sein Cousin Thomas M. Anderson – freiwillig zum Unionsheer. Er wurde Private und am 12. Mai 1861 zum 1st Lieutenant im 6th Ohio Infantry Regiment befördert, am 21. Juni 1861 bereits zum Lieutenant Colonel, am 9. November 1862 zum Colonel im Regimentsstab. Seinen Militärdienst versah er an Schauplätzen in West Virginia und in Operationen im westlichen Teil des Kriegsgebiets. Er wurde zwei Mal verwundet und am 23. Juni 1864 ausgemustert.

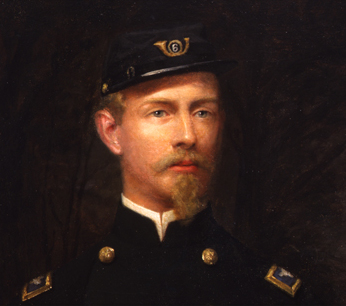
Nicholas Longworth Anderson, Porträt eines unbekannten Malers aus dem 19. Jahrhundert

Für Verdienste in der Schlacht am Stones River nominierte ihn US-Präsident Andrew Johnson am 18. Dezember 1867 für den Brevet-Rang und mit Wirkung vom 13. März 1865 zum Brigadegeneral der Freiwilligen. Für Tapferkeit in der Schlacht am Chickamauga nominierte ihn Präsident Johnson am 19. Dezember 1867 zum Generalmajor der Freiwilligen im Brevet-Rang, ebenfalls mit Wirkung vom 13. März 1865. Beide Nominierungen wurden durch den US-Senat am 14. Februar 1868 bestätigt.
Als Kriegsveteran wurde Anderson in den Military Order of the Loyal Legion of the United States aufgenommen und Mitglied der Gesellschaft Sons of the Revolution. 1890 wurde er außerdem zum Mitglied der Society of the Cincinnati gewählt.
Anderson starb im Alter von 54 Jahren in der Schweiz und wurde auf der Spring Grove Cemetery in Cincinnati bestattet. Ihm zu Ehren wurde 1913–1915 die Anderson Memorial Bridge in Boston errichtet. Deren Stifter, sein in Paris geborener Sohn Larz Anderson III. (1866–1937) aus seiner Ehe mit Elizabeth Coles Kilgour, war ein US-Diplomat und als solcher im Vereinigten Königreich, in Italien, Belgien und Japan tätig. Larz Andersons Gattin, Isabel Anderson, geborene Perkins (1876–1948), veröffentlichte 1942 The Letters and Journals of General Nicholas Longworth Anderson.